# Generalstrejken i Storbritannien 1926
Generalstrejken i Storbritannien 1926 (engelska: 1926 United Kingdom general strike) var en generalstrejk som varade i nio dagar mellan 3 maj 1926 och 13 maj 1926. Den utlystes av Trades Union Congress (TUC) fackliga ledning i ett misslyckat försök att tvinga den brittiska staten att förhindra lönesänkningar och försämringarna av kolarbetarnas villkor.

## Historik

### Orsaker

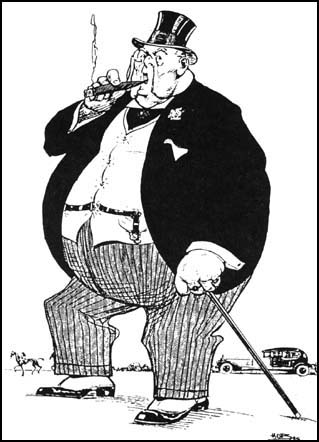
The Subsidised Mineowner - Poor Beggar!
från Trade Union Unity Magazine (1925)

- Första världskriget: Den stora inhemska användningen av kol i kriget innebar att rika strömmarna utarmats. Storbritannien exporterade mindre kol under kriget än i fredstiden, och lät fler länder fylla tomrummet. USA, Polen och Tysklands kolindustrier gick med vinst.[1]
- Produktiviteten var den lägsta någonsin. Utvinningen per man hade fallit till blott 199 ton 1920–194, från 247 ton de fyra åren närmast före kriget, och en topp på 310 ton vid 1880-talets början.[2] Den totala kolutvinningen hade fallit sedan 1914.[3]